# Aston Martin 1½-Litre Tourer
La 1½-Litre Tourer è un'autovettura prodotta dalla Aston Martin dal 1927 al 1928. Il modello è conosciuto anche come T-type.
La 1½-Litre Tourer aveva installato un motore a quattro cilindri in linea da 1,5 L di cilindrata. La distribuzione era monoalbero a due valvole per cilindro. Era disponibile in due versioni di carrozzeria, roadster e berlina.